# Застава Свете Луције
Застава Света Луције је усвојена 1. марта 1967. После тога је минимално модификована.
Светлоплава позадина означава оданост, плаво небо али и смарагдно плаву боју мора које окружује острво. Златна представља сунце и благостање, а црна и бела културу народа, црна културу црнаца а бела културу белаца који заједно живе, нада величина црног троугла је симбол надмоћи културе црнаца над културом белаца (Европе). Сам облик, троугао, представљапредставља два врха узвишења Питона који су препознатљиви знак ове земље.